# Mysidia silvana
Mysidia silvana är en insektsart som beskrevs av Broomfield 1985. Mysidia silvana ingår i släktet Mysidia och familjen Derbidae. Inga underarter finns listade i Catalogue of Life.